# 小行星15000
小行星15000（15000 CCD）是一颗绕太阳运转的小行星，为主小行星带小行星。该小行星于1997年11月23日发现，以感光耦合元件的縮寫「CCD」命名。

## 轨道参数
小行星15000的轨道半长轴为2.7667668 AU，离心率为0.106。